# سن-آدلم، کبک
سَن-آدِلم (به فرانسوی: Saint-Adelme) قصبهی در منطقه شهری ماتان ناحیه با-سن-لوران در استان کبک کانادا است. در سرشماری سال ۲۰۱۱ این قصبه ۵۱۶ نفر جمعیت داشته‌است و مساحت آن ۱۰۰٫۲ کیلومتر مربع است.